# Cezar Petre
George-Cezar Petre (n. 26 martie 1979) este un senator român, ales în 2024 din partea partidului Alianța pentru Unirea Românilor (AUR). 

## Tinerețe și educație
George-Cezar Petre  s-a născut pe 26 martie 1979 din județul Olt, în Republica Socialistă România.

## Carieră politică

### Senator (2024–prezent)

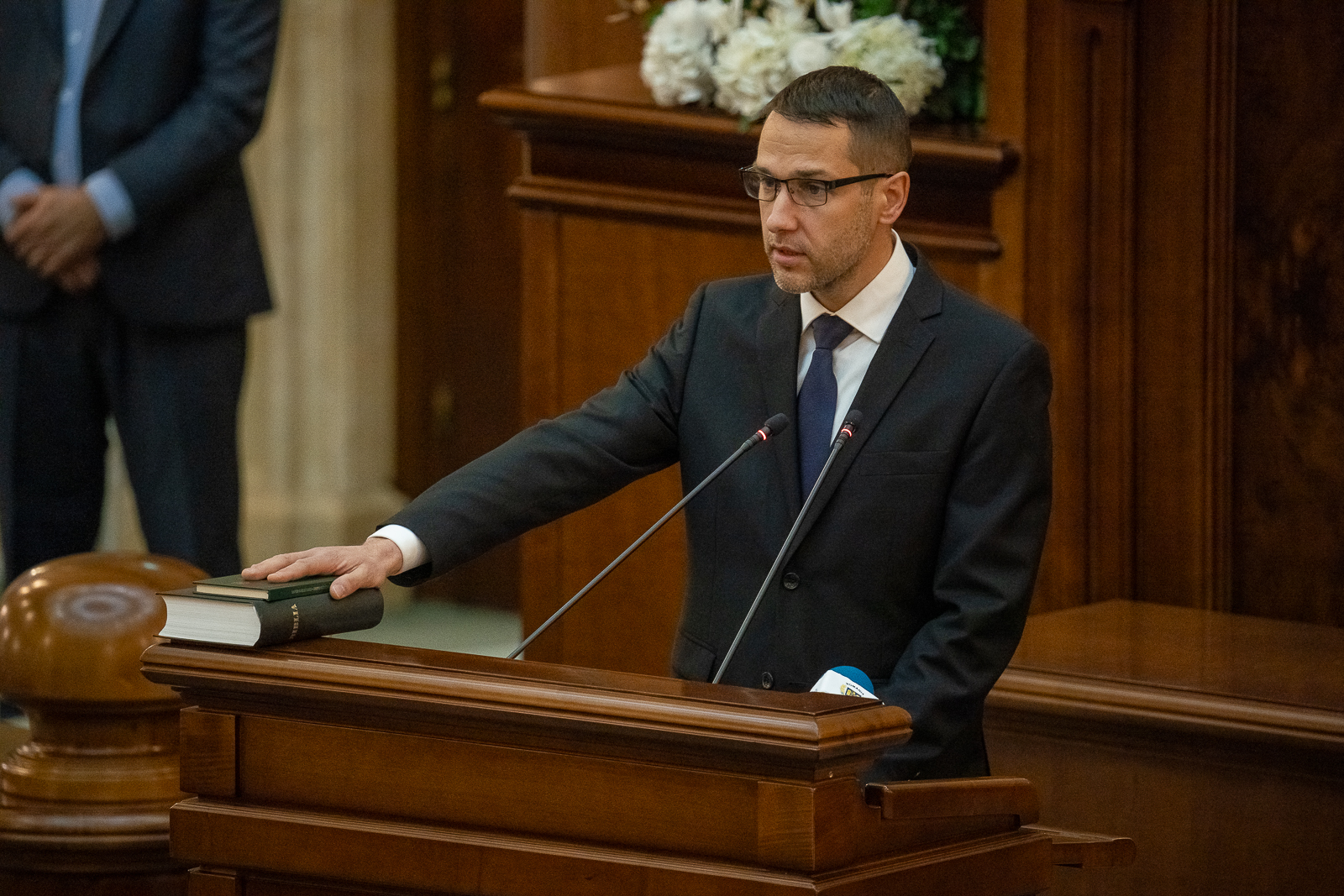
Petre depunând jurământul în Senat, 21 decembrie 2024

A fost ales membru al Senatul României din partea partidului Alianța pentru Unirea Românilor la alegerile parlamentare din 1 decembrie 2024, preluând mandatul pe 21 decembrie. În prezent, în calitate de senator, face parte din Comisia pentru muncă, familie și protecție socială și din Comisia pentru transporturi și infrastructură.